# Викторов, Максим Ювенальевич
Максим Ювенальевич Викторов (хорв. Maxim Viktorov; 4 мая 1974, Чебоксары) — российский и хорватский хоккеист, тренер высшей квалификации.

## Биография
Максим Викторов родился в городе Чебоксары. Спустя некоторое время переехал в Череповец, где и начал тренироваться. До 16 лет играл в спортивной школе «Металлург» (Череповец) на позиции нападающего. В 16 лет приехал в Москву, в хоккейную школу «Динамо», где тренировался под руководством Александра Мальцева и Андрея Борисовича Лысова. Поступил в Российский государственный университет физической культуры, спорта, молодежи и туризма, по окончании которого переехал в Хорватию по приглашению тренера Юрия Новикова. 3 года жил в Загребе, выступая за команду «Медвешчак». По предложению Федерации хоккея Хорватии стал играть за национальную сборную этой страны. Из-за травмы был вынужден завершить спортивную карьеру.

## Достижения
- Трёхкратный победитель первенства Хорватии и Кубка Хорватии;
- Трижды признавался лучшим игроком и лучшим снайпером страны - Хорватия.
- Многократный участник розыгрыша Континентального кубка;
- Признавался лучшим игроком в играх розыгрыша Континентального Кубка;
- Участник розыгрыша кубка Интер лиги;
- Участник розыгрыша кубка Словено-Хорватской Лиги;
- Неоднократно принимал участие в Чемпионатах Мира по хоккею с шайбой групп «С», «В», дивизиона «1».
- Бронзовый призёр Чемпионата Мира в группе «С»;
- Лучший снайпер сборной Хорватии;
- Входил в тройку лучших игроков Чемпионата Мира  по системе гол + пас.;
- Многократный победитель первенства ВУЗов (ХК «РГУФК»);
- Обладатель Кубка мэра Москвы

## Образование
В 1995 году окончил Государственный центральный ордена Ленина институт физической культуры), кафедру теории и методики хоккея (специальность — тренер).
В 2007 стал тренером высшей квалификации, окончив Высшую школу тренеров в СПбГУФК им. П. Ф. Лесгафта (факультет профессиональной переподготовки кадров и повышения квалификации).
Руководитель Центра обучения хоккея в Москве. Региональный представитель региона Москва Ночной хоккейной лиги. Участвовал в разработке Студенческой хоккейной лиги.

## Личная жизнь
С 2005 года женат на Евгении Бокун-Викторовой, члене Адвокатской палаты Московской области. Дети: Александра (родилась в 2006 г.), Даниил (родился в 2008 году), Ева (родилась в 2012 году).